# Comarcas de Aragão

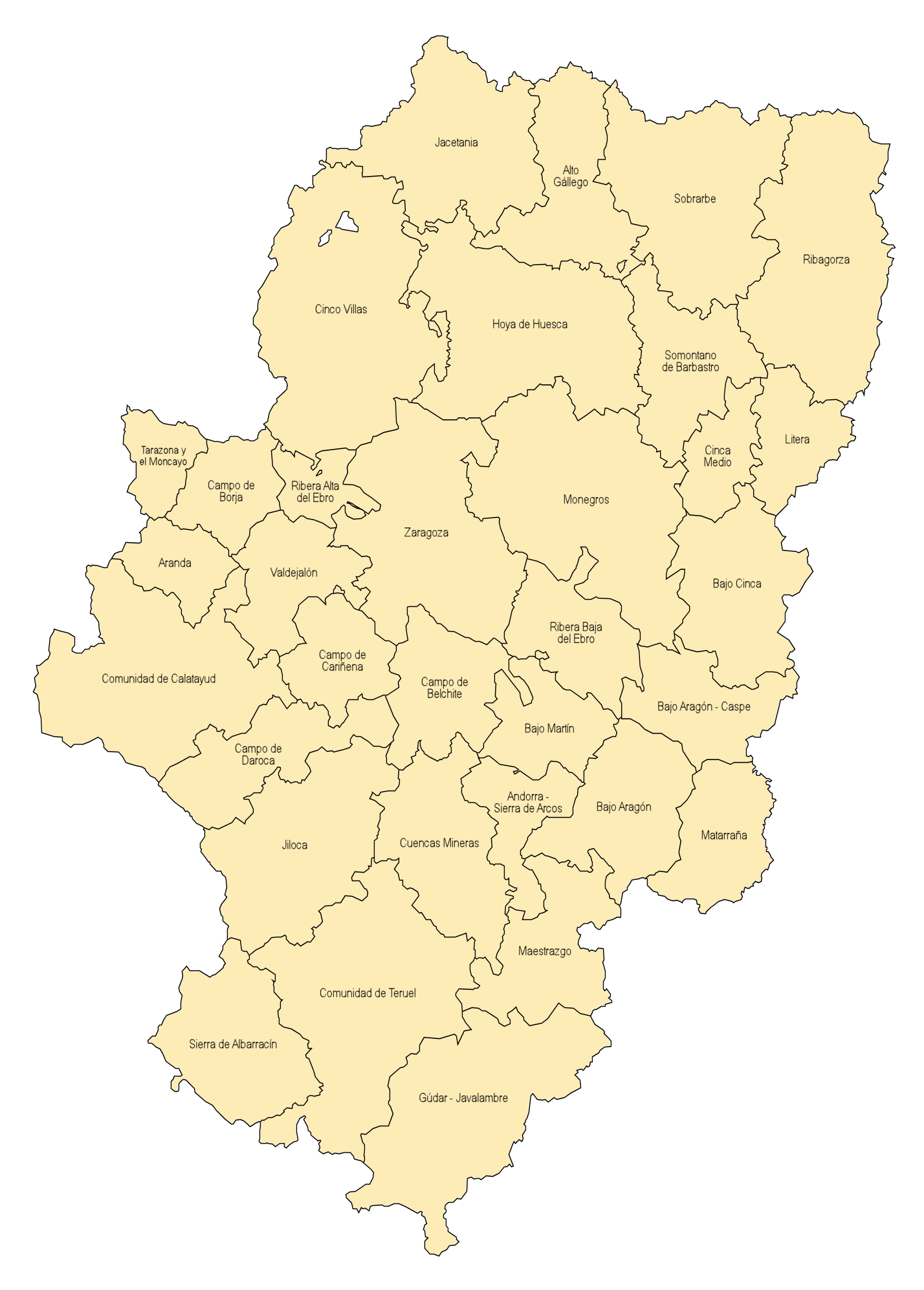
Comarcas de Aragão.

Desde que se tornou uma Comunidade autônoma, Aragão sofreu 2 divisões em seu território, com diferenças consideráveis entre ambas. A atual divisão em comarcas entrou em vigência em 1999.
Logo abaixo segue a lista das atuais comarcas da comunidade autônoma, ordenadas de oeste a leste e de norte a sul, iniciando-se pela comarca mais ao noroeste, a Jacetania. Estão incluídos os dados relativos à extensão em km², população total, densidade demográfica, capitais de cada comarca, províncias em que se localizam e um mapa comarcal de Aragão:
| Nº | Comarca                 | Nome oficial                        | Extensão (km²) | Habitantes (2009) | Densidade (hab/km²) | Capital(is)                   | Província(s)               |
| -- | ----------------------- | ----------------------------------- | -------------- | ----------------- | ------------------- | ----------------------------- | -------------------------- |
| 01 | Jacetania               | -                                   | 1.857,9        | 18.702            | 10,07               | Jaca                          | Huesca / Zaragoza          |
| 02 | Alto Gállego            | -                                   | 1.359,8        | 14.916            | 10,97               | Sabiñánigo                    | Huesca                     |
| 03 | Sobrarbe                | -                                   | 2.202,7        | 7.764             | 3,52                | Aínsa y Boltaña               | Huesca                     |
| 04 | Ribagorza               | -                                   | 2.459,8        | 13.177            | 5,36                | Graus y Benabarre             | Huesca                     |
| 05 | Cinco Villas            | -                                   | 3.062,5        | 33.580            | 10,96               | Ejea de los Caballeros        | Zaragoza                   |
| 06 | Hoya de Huesca          | Hoya de Huesca / Plana de Uesca     | 2.525,6        | 67.992            | 27,0                | Huesca                        | Huesca / Zaragoza          |
| 07 | Somontano de Barbastro  | -                                   | 1.166,6        | 24.536            | 21,03               | Barbastro                     | Huesca                     |
| 08 | Cinca Medio             | -                                   | 576,7          | 24.007            | 41,63               | Monzón                        | Huesca                     |
| 09 | Litera                  | La Litera / La Llitera              | 733,9          | 19.291            | 26,29               | Binéfar y Tamarite de Litera  | Huesca                     |
| 10 | Monegros                | -                                   | 2764,4         | 21.340            | 7,72                | Sariñena                      | Huesca / Zaragoza          |
| 11 | Baixo Cinca             | Bajo Cinca / Baix Cinca             | 1.419,6        | 24.663            | 17,37               | Fraga                         | Huesca / Zaragoza          |
| 12 | Tarazona e el Moncayo   | -                                   | 452,4          | 14.825            | 32,77               | Tarazona                      | Zaragoza                   |
| 13 | Campo de Borja          | -                                   | 690,5          | 15.621            | 22,62               | Borja                         | Zaragoza                   |
| 14 | Aranda                  | -                                   | 561,0          | 7.696             | 13,72               | Illueca                       | Zaragoza                   |
| 15 | Ribeira Alta do Ebro    | -                                   | 416,0          | 27.810            | 66,85               | Alagón                        | Zaragoza                   |
| 16 | Valdejalón              | -                                   | 933,3          | 30.380            | 32,55               | La Almunia de Doña Godina     | Zaragoza                   |
| 17 | Saragoça                | -                                   | 2.288,8        | 743.280           | 324,75              | Saragoça                      | Saragoça                   |
| 18 | Ribeira Baixa do Ebro   | -                                   | 989,9          | 9.333             | 9,43                | Quinto                        | Zaragoza                   |
| 19 | Baixo Aragão-Caspe      | Bajo Aragón-Caspe / Baix Aragó-Casp | 997,3          | 14.775            | 14,82               | Caspe                         | Zaragoza                   |
| 20 | Comunidade de Calatayud | -                                   | 2.518,1        | 42.209            | 16,76               | Calatayud                     | Zaragoza                   |
| 21 | Campo de Cariñena       | -                                   | 772,0          | 11.214            | 14,53               | Cariñena                      | Zaragoza                   |
| 22 | Campo de Belchite       | -                                   | 1.043,8        | 5.288             | 5,07                | Belchite                      | Zaragoza                   |
| 23 | Baixo Martín            | -                                   | 795,2          | 7.225             | 9,09                | Híjar                         | Teruel                     |
| 24 | Campo de Daroca         | -                                   | 1.117,9        | 6.322             | 5,66                | Daroca                        | Zaragoza                   |
| 25 | Jiloca                  | -                                   | 1.932,1        | 14.442            | 7,47                | Calamocha y Monreal del Campo | Teruel                     |
| 26 | Cuencas Mineras         | -                                   | 1.407,6        | 9.269             | 6,58                | Montalbán y Utrillas          | Teruel                     |
| 27 | Andorra-Serra de Arcos  | -                                   | 675,1          | 11.601            | 17,18               | Andorra                       | Teruel                     |
| 28 | Baixo Aragão            | -                                   | 1.304,2        | 30.370            | 23,29               | Alcañiz                       | Teruel                     |
| 29 | Comunidade de Teruel    | -                                   | 2.791,6        | 47.361            | 16,97               | Teruel                        | Teruel                     |
| 30 | Maestrazgo              | -                                   | 1.204,3        | 3.780             | 3,14                | Cantavieja                    | Teruel                     |
| 31 | Serra de Albarracín     | -                                   | 1.414,0        | 4.968             | 3,51                | Albarracín                    | Teruel                     |
| 32 | Gúdar-Javalambre        | -                                   | 2.351,6        | 8.792             | 3,74                | Mora de Rubielos              | Teruel                     |
| 33 | Matarraña               | Matarraña / Matarranya              | 933,0          | 8.943             | 9,59                | Valderrobres y Calaceite      | Teruel                     |
| #  | Total Aragão            | #                                   | 47.719,2       | 1.345.473         | 28,2                | Zaragoza                      | Huesca / Zaragoza / Teruel |